# Henry Theodore Tuckerman

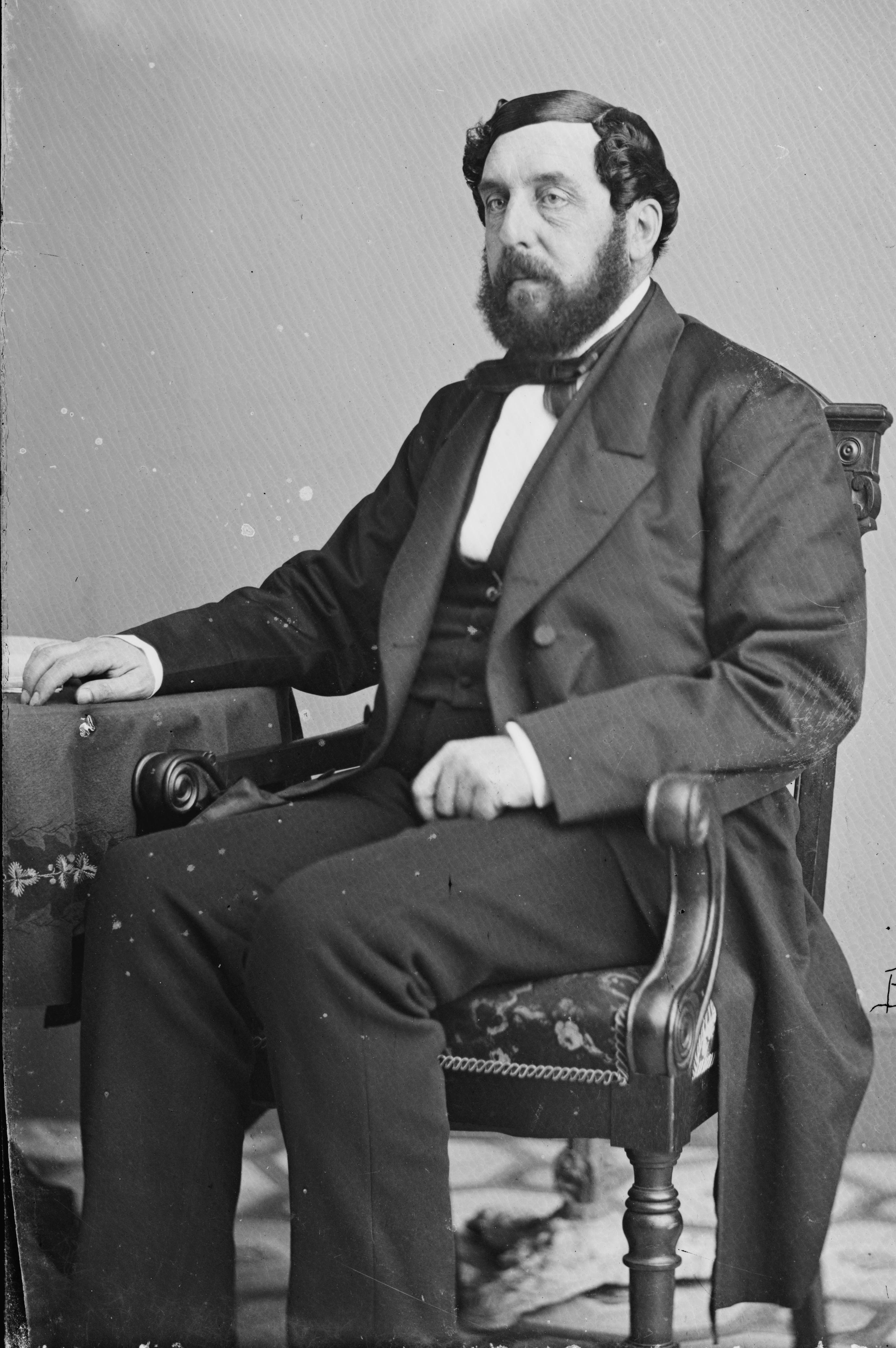
Henry Theodore Tuckerman (um 1860)

Henry Theodore Tuckerman (geboren am 20. April 1813 in Boston; gestorben am 17. Dezember 1871 in New York) war ein amerikanischer Schriftsteller, Dichter, Literatur- und Kunstkritiker.

## Leben
Tuckerman wurde 1813 als Sohn einer gut situierten Bostoner Familie geboren und genoss eine umfassende Schulbildung in den besten Schulen der Stadt. 1831 begann er ein Studium an der Harvard-Universität, das er jedoch wegen gesundheitlicher Probleme abbrechen musste. 1850 verlieh ihm die Universität jedoch honoris causa den Titel Master of Arts.
Für Kuraufenthalte besuchte er 1833 Italien und Frankreich, 1837–39 Sizilien, Florenz, Malta und Gibraltar. Nach seinen Aufenthalten in Europa veröffentlichte Tuckerman die Reiseskizze The Italian Sketch-Book und den romantisch-rührseligen Reiseroman Isabel, or Sicily: a Pilgrimage. Seine geschliffene Prosa fand Anklang, wurde unter anderem von Washington Irving gelobt, und so konnte er sich in den nächsten Jahren auch als Kolumnist, Essayist und Literatur- und Kunstkritiker verschiedener Zeitschriften profilieren. Er schrieb unter anderem regelmäßig für Walsh’s Review, North American Review, Graham’s Magazine, Literary World, Southern Literary Messenger und den Christian Examiner.
1845 ließ sich Tuckerman in New York nieder, wo er bald ständiger Gast im literarischen Salon von Anne Charlotte Botta war. Dort lernte er in der Folge zahlreiche amerikanische Geistesgrößen kennen und nahm selbst bis zu seinem Lebensende eine bedeutende Rolle im intellektuellen Leben der Stadt ein. Insbesondere verband ihn eine enge Freundschaft mit Herman Melville. Auch schloss Tuckerman Freundschaft mit Giuseppe Garibaldi, der 1850 nach der Niederschlagung der Römischen Republik nach New York geflohen war. In den folgenden Jahren war Tuckerman einer der prominentesten amerikanischen Fürsprecher des Risorgimento und insbesondere Garibaldis. So platzierte er kurz nach dem „Zug der Tausend“ in der Januarausgabe 1861 der einflussreichen North American Review einen überschwänglichen Artikel über Garibaldi, der einiges zur breiten Unterstützung für Garibaldi in der amerikanischen Öffentlichkeit beigetragen haben mag.

## Literarisches Werk
Tuckerman schrieb zwar auch Gedichte und versuchte sich in Isabel als Romancier, doch sein Ruf begründete sich vor allem auf seinen Essays. In seinen Reiseskizzen suchte er seinen amerikanischen Lesern die Eigenarten europäischer Nationen näherzubringen, in seinen späteren Werken verlegte er sich zunehmend auf amerikanische Sujets. A Month in England enthält unter anderem einen Bericht über die stürmischen Reaktionen des britischen Lesepublikums auf die Veröffentlichung von Harriet Beecher Stowes abolitionistischen Roman Onkel Toms Hütte. In America and Her Commentators von 1864 setzte er sich mit der Selbst- und Fremdwahrnehmung der amerikanischen Kultur auseinander; dem Werk ist das Bemühen anzumerken, dem angesichts des Sezessionskriegs getrübte Selbstbewusstsein der amerikanischen Nation wieder aufzuhelfen.
1853–57 veröffentlichte Tuckerman vor allem biografische Essays über Figuren der amerikanischen wie der europäischen Geschichte und Kultur. Sein letztes Werk war eine Biografie des Politikers und Schriftstellers John Pendleton Kennedy. Zu seinen literaturkritischen Werken zählt Thoughts on the Poets, das 1856 auch ins Deutsche übersetzt wurde, und die Artikelserie Characteristics of Literature, in der er die jeweiligen Vorzüge etwa von William Shenstone, William Hazlitt, Edmund Burke und Edward Everett besprach. Diese Charakterstudien sind in ihrem Impressionismus und dem Bestreben, das Werk eines Künstlers aus seiner Biografie heraus erklären zu wollen, typisch für die Philologie des 19. Jahrhunderts. Immerhin kommt Tuckerman aber das Verdienst zu, sich als einer der ersten Autoren an der Darstellung der amerikanischen Literaturgeschichte versucht zu haben. 1852 schrieb er einen „Abriss der amerikanischen Literatur“ (A Sketch of American Literature) als Anhang für die amerikanische Ausgabe von Thomas B. Shaws Outlines of English Literature. Dieses Lehrbuch der englischen Literaturgeschichte, erstmals 1846 in London erschienen, stellte bis in die 1870er Jahre das maßgebliche Werk seiner Art im Schul- und Universitätsgebrauch beiderseits des Atlantiks dar. In kurzen Abschnitten stellte Tuckerman darin eine Auswahl amerikanischer Autoren von der Kolonialzeit bis etwa 1850 vor; als besten und „repräsentativsten“ amerikanischer Dichter benannte er William Cullen Bryant ob dessen „gelungener Verarbeitung einheimischer Sujets, seiner religiösen Empfindungskraft und Freiheitsliebe, vereint mit dichterischem Können“. Viele heute kanonische Autoren wie Ralph Waldo Emerson oder Walt Whitman ließ Tuckerman außer Acht oder widmete ihnen nur wenige Worte; allerdings würdigte er Melville, der zu dieser Zeit bei Literaturkritikern in Ungnade und in der breiteren Öffentlichkeit in Vergessenheit geraten war, als er 1870 seinen Aufsatz für eine Neuauflage der Outlines of English Literature aktualisierte.
Tuckermans Literatur- und Stilauffassung war dem viktorianischen Zeitgeschmack entsprechend gediegen und konventionell. Dank einer literarischen Fehde mit Edgar Allan Poe ist Tuckerman der Nachwelt vor allem als kreuzbraver Langweiler in Erinnerung geblieben. Poe schrieb in einer im Dezember 1841 im Graham’s Magazine veröffentlichten Polemik, Tuckermans Schriften seien „unerträglich zäh und langweilig“. Tuckerman seinerseits wies im Jahr darauf als Herausgeber des Magazins The Boston Miscellany die von Poe zum Abdruck eingereichte Kurzgeschichte The Tell-Tale Heart (deutsch Das verräterische Herz) ab: Wenn Herr Poe „ruhigere“ Artikel einzureichen geruhte, so Tuckerman, gäbe er sicherlich einen guten Korrespondenten ab. Poe schrieb daraufhin in seiner Replik an das Magazin: „Wenn Herr Tuckerman auf seiner Geruhsamkeit besteht, so wird er das Magazin, dessen Leitung ihm die Herren Bradbury und Soden in ihrer Dummheit übertragen haben, sicher bald zur ewigen Ruhe betten können.“ Poe rächte sich, indem er in seinem 1850 veröffentlichten Gedicht An Enigma (deutsch Ein Rätsel) den Begriff tuckermanities prägte: The general tuckermanities are arrant / Bubbles- ephemeral and so transparent („Die allgemeinen Tuckermanitäten sind unverschämte Seifenblasen, kurzlebig und so durchsichtig“). In Charles Frederick Briggs’ The Trippings of Tom Pepper von 1846, einem satirischen Schlüsselroman über den amerikanischen Literaturbetrieb, wird Tuckerman als „Herr Wooley, der ruhige Kritiker aus Boston, Autor von ‚Einige ruhige Gedanken über das literarische Schaffen‘“ karikiert.
Tuckerman war zu Lebzeiten trotz dieser Häme ein im In- und Ausland geachteter Schriftsteller. So verstieg sich noch 1888 Meyers Konversations-Lexikon zu der Behauptung, dass seit Washington Irving „kaum ein Amerikaner im anmutigen und gefälligen Genre der nationalen Schriftstellerei Größeres geleistet und als Kunstkritiker die Pflege der künstlerischen Interessen der Republik in höherm Grad gefördert“ habe als Tuckerman. Erschienen Tuckermans Stil schon vielen seiner Zeitgenossen allzu zahm und höflich, so geriet er (wie viele einst geachtete Schriftsteller der gediegen-bürgerlichen Literatur) im 20. Jahrhundert in Vergessenheit. Bezeichnend ist das Urteil, das Van Wyck Brooks 1948 über Tuckerman fällte: „Ein seichter und diffuser Kritiker mit gewissen Qualitäten als Essayist, einem guten Gedächtnis und einem gefälligen Stil. Er schrieb intelligente Gemeinplätze auf hohem Niveau und hatte zudem etwas, was einer Leidenschaft für Literatur ähnelte.“ In neueren amerikanischen Literaturgeschichten wird Tuckermans Name nur selten erwähnt.

## Kunstkritik

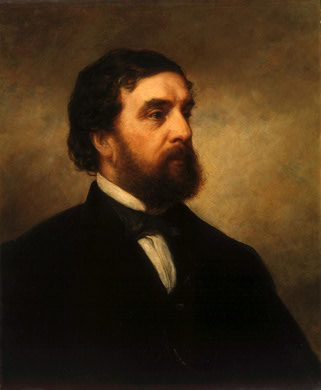
Henry Theodore Tuckerman
Porträt von Daniel Huntington, Öl auf Leinwand (1866)

Von einigem Einfluss waren hingegen Tuckermans biografische und theoretische Schriften über die bildende Kunst in den Vereinigten Staaten, die zur Entstehung eines Kanons der amerikanischen Malerei beitrugen. So ist sein 1867 erschienenes Werk Book of the Artists – bestehend aus einer Vorrede, allgemeinen Aufsätzen zu Landschaftsmalerei, Porträtkunst und Bildhauerei sowie 27 biografischen Artikeln zu Malern von John Singleton Copley bis Albert Bierstadt – einer der ersten Versuche, die Geschichte der Malerei in den USA im kunstgeschichtlichen Rahmen darzustellen und die nationalen Eigenarten der amerikanischen Kunst zu fassen. Es ist somit ein Ausdruck der zu dieser Zeit angestrebten Emanzipation der amerikanischen Kultur, wie sie sich zu dieser Zeit auch in der Formulierung einer von der englischen verschiedenen amerikanischen Nationalliteratur äußerte. Das Book of the Artists schwankt in seiner Beurteilung der Perspektiven der amerikanischen Kunst zwischen Zweifel und Zuversicht. So setzte sich Tuckerman etwa mit der Rolle des Künstlers in einem Land auseinander, in dem es keine staatliche Kunstförderung gibt und die Kunst mehr als andernorts daher kommerziellen Zwängen unterworfen ist, und kam zu widersprüchlichen Schlüssen: So könne dieser Wettbewerbszwang zwar inspirierend wirken und sogar dazu führen, dass sich die amerikanische Liberalität in der Malerei ausdrücke, doch schreibt er an anderer Stelle, dass „die berechtigten Forderungen“ der Kunst oftmals „durch den Geist des Handels korrumpiert“ würden.

## Werke
- The Italian Sketch-Book (1835)
- Isabel, or Sicily: a Pilgrimage (1839)
- Rambles and Reveries (1841)
- Thoughts on the Poets (1846)
- Artist Life, or Sketches of American Painters (1847)
- Characteristics of Literature (1849–51)
- The Optimist (Essays, 1850)
- Life of Commodore Silas Talbot (1851)
- Poems (Gedichte; 1851; Digitalisat)
- A Month in England (Reiseskizze, 1853; Digitalisat)
- Memorial of Horatio Greenough (1853)
- Leaves from the Diary of a Dreamer (1853)
- Mental Portraits, or Studies of Character (1853; erweiterte Ausgabe 1857 als Essays, Biographical and Critical, or Studies of Character; Sammlung biografischer Essays; Digitalisat)
- The Character and Portraits of Washington (1859)
- America and Her Commentators (1864; Digitalisat)
- A Sheaf of Verse Bound for the Fair (Gedichte; 1864; Digitalisat)
- The Criterion, or the Test of Talk about Familiar Things (1866; Essays; Digitalisat)
- Maga Papers about Paris (1867)
- Book of the Artists (1867)
- Life of John Pendleton Kennedy (1871)